# Roberto Guardia Berdecio
Roberto Guardia Berdecio (Sucre, 1910– La Paz, 1998) fue un artista boliviano.

## Biografía
Nació en Sucre, capital de Bolivia, hijo de un importante diplomático, abogado y escritor.
Vivió su primera infancia en Buenos Aires, realizó estudios en la Academia de Bellas Artes en Buenos Aires y  en la Academia de Bellas Artes Hernando Siles, en La Paz.

## Vida en Norteamérica
Guardia fue un colaborador significativo del importante movimiento arte político y cultural  en México durante la década de 1950 y 1960.  
Trabajó en la ciudad de Nueva York en la década de 1930 con David Alfaro Siqueiros, luego se trasladó a México en 1934,donde continuó su carrera en el arte. 

## Obra
Pintó murales y retratos, creó litografías, grabados y exploraciones artísticas en la cuarta dimensión. Murió en La Paz, Bolivia en 1996.
Junto a Stanley Appelbaun fue editor del libro:
- Posada’s Popular Mexican Prints, NY

## Legado
Donó importantes obras en la historia del grabado  mexicano al Metropolitan Museum of Art.